# André Aymard
Pour les articles homonymes, voir Aymard.
André Aymard, né le 14 mai 1900 à Saint-Denis (Seine-Saint-Denis), mort le 11 août 1964 à Oradour-sur-Glane (Haute-Vienne), est un historien français, spécialiste de l'Antiquité grecque, particulièrement de la période hellénistique.

## Biographie

### Formation
André Aymard est reçu premier à l'agrégation d'histoire et géographie en 1923. L'année suivante, il intègre la Fondation Thiers. Sous l'influence de Maurice Holleaux, il choisit, après quelques hésitations, d'engager ses travaux de recherches sur la Grèce antique.
En 1937, après avoir enseigné à Strasbourg, Paris et Toulouse, il soutient sa thèse de doctorat sur Les Assemblées de la Confédération achaienne.

### Carrière universitaire
Il est professeur à la Sorbonne de 1942 à 1964 et y devient doyen de la faculté des Lettres. En 1955, il devient directeur d'études à l’École pratique des hautes études.
Ami de Fernand Braudel, directeur de la VIe section de l'EPHE, il a été directeur de thèse de Pierre Lévêque. Il a aussi eu pour élève Pierre Vidal-Naquet.

## Publications
- Les Assemblées de la Confédération achaienne, thèse principale, 1938, université de Paris, Bordeaux, Féret, 1938 (réédition : 1967)
- Les Premiers rapports de Rome et de la Confédération achaïenne (198-189 av. J.-C.), thèse complémentaire, Bordeaux, Féret, 1938
- Le royaume de Macédoine de la mort d'Alexandre à sa disparition, 1950
- Le Monde grec au temps de Philippe II de Macédoine et d'Alexandre le Grand, 1962
- Histoire générale des civilisations Tome 1. L'Orient et la Grèce antique par André Aymard et Jeannine Auboyer, 1963

### Sources
- Fernand Braudel, « Nécrologie d'André Aymard », dans Annales ESC, 1965, p. 641-642.